# Erebia intermedia
Erebia intermedia är en fjärilsart som beskrevs av Tryboom 1877. Erebia intermedia ingår i släktet Erebia och familjen praktfjärilar. Inga underarter finns listade i Catalogue of Life.